# Myrmarachne obscura
Myrmarachne obscura är en spindelart som först beskrevs av Władysław Taczanowski 1871 [1872.  Myrmarachne obscura ingår i släktet Myrmarachne och familjen hoppspindlar. Inga underarter finns listade i Catalogue of Life.